# ألين وير (ناشط سلام)
ألين (آلان) وير (بالإنجليزية: Alyn Ware)‏ (من مواليد 21 مارس 1962) هو أستاذ وناشط في مجال السلام في نيوزيلندا، نشط في مجالات السلام واللاعنف وإبطال الأسلحة النووية والقانون الدولي وحقوق المرأة وحقوق الطفل والبيئة. شغل منصب المنسق العالمي للبرلمانيين من أجل منع انتشار الأسلحة النووية ونزع السلاح منذ تأسيسها في عام 2002.
من بين مناصبه السابقة التي تولاها: مدير جمعية أوتيروا للمحاماة من أجل السلام، والمدير التنفيذي للجنة المحامين المعنية بالسياسات النووية (في الولايات المتحدة الأمريكية)، ومدير برنامج التوعية بمدارس مؤسسة السلام من أجل عقد الأمم المتحدة لثقافة السلام، والمدير المؤسس لشاحنة السلام المتنقلة.
فاز وير بالعديد من الجوائز، بما في ذلك جائزة الحق في العيش (في السويد)، وجائزة الأمم المتحدة الدولية السنوية للسلام (في نيوزيلندا)، وجائزة وينستون تشرشل التذكارية (في نيوزيلندا)، وجائزة التحالف من أجل المساءلة النووية (في الولايات المتحدة) وجائزة توم بيري بيس (في كندا).

## تعليم السلام
كان وير مدرّبًا في مجال تعليم الطفولة المبكرة في جامعة وايكاتو (حصل على جائزة الخريجين المتميزين من الجامعة في عام 2010) ودرسها في رياض الأطفال قبل إنشاء شاحنة السلام المتنقلة، التي قامت بجولة في المدارس الرائدة أثناء الفصول الدراسية ودرب المعلمين على حل النزاعات وغيرها من جوانب تعليم السلام. شارك في تأسيس «كوكبنا في كل فصل مدرسي [آور بلانيت إن إيفري كلاسروم]» (وهو برنامج يقوم على تعليم السلام والتوعية البيئية ووصل إلى قرابة 1000 فصل مدرسي) وكان عضوًا في الهيئة الاستشارية الحكومية التي طورت المبادئ التوجيهية لدراسات السلام التي أصبحت جزءًا من المناهج الدراسية في نيوزيلندا. شارك في تأسيس برنامج الوساطة في مدارس كول سكولز الذي نُفذ في نحو ثلث مدارس نيوزيلندا. حصل وير على جائزة الأمم المتحدة الدولية السنوية للسلام (في نيوزيلندا) في عام 1986 عن عمله في مجال التعليم المبكر للسلام.

## إبطال الأسلحة النووية
كان وير نشطًا في حملة الثمانينيات من أجل حظر الأسلحة النووية من نيوزيلندا. وأسس لجنة منطقة هاميلتون الخالية من الأسلحة النووية. انتقل إلى نيويورك في عام 1992 من أجل تنسيق الجهود في الأمم المتحدة للتوصل إلى قرار من محكمة العدل الدولية بشأن عدم قانونية الأسلحة النووية (حُقق في عام 1996).
شارك في عام 1995 في تأسيس «إبطال 2000» وهي شبكة عالمية تعمل من أجل أجل إبطال الأسلحة النووية التي نمت لتشمل أكثر من 2000 منظمة في أكثر من 90 دولة. واصل العمل في لجنة التنسيق الدولية. خدم وير أيضًا في المجلس التنسيقي لمبادرة القوى المتوسطة التي ساعد في تأسيسها في عام 1998. وكان التركيز الأساسي له هو الترويج لاتفاقية الأسلحة النووية وهي معاهدة عالمية من أجل حظر الأسلحة النووية وإبطالها.
كان وير رائدًا في قرارات الأمم المتحدة التي جرى تبنيها بشأن هذه المسألة، إذ صاغ اتفاقية نموذجية للأسلحة النووية ووزعها الأمين العام للأمم المتحدة، وحشد الدعم لهذا الأمر في البرلمانات والمجتمع المدني.
أسس وير منتدى إلغاء الأسلحة النووية في عام 2010، وهو موقع إلكتروني يعمل من أجل تسهيل الحوار حول عملية تحقيق وإدامة عالم خالٍ من الأسلحة النووية. شارك في تأسيس مكتب بازل للسلام في عام 2012.

## وصلات خارجية
- ألين وير (ناشط سلام) على موقع مونزينجر (الألمانية)
- Abolition 2000
- Lawyers’ Committee on Nuclear Policy